# Televisió làser
La televisió làser és una nova tecnologia desenvolupada per l'empresa Sillicon Light Machines, que ve a complementar els actuals models basats en LCD, plasma o DLP (en anglès Digital Light Processing), oferint una nova alternativa de qualitat i preparada per a la televisió d'alta definició (HDTV).
Aquesta tecnologia es basa en el chip GLV (acrònim de Grating Light Valve) com a peça fonamental del sistema, raó per la qual també es coneix com a televisió GLV o GLV TV.

## Com funciona el sistema?
El funcionament de la tecnologia làser per a la televisió està basat en la conjunció d'una sèrie d'elements a través dels quals la llum làser (una per cada component de color RGB) va sent tractada de diverses maneres fins a arribar a la pantalla, mostrant en ella la imatge a l'usuari.

## Làsers
L'origen de la llum que acabarà dibuixant els píxels en pantalla ve dels tres làsers que emeten un raig de cadascun dels tres colors primaris vermell, verd i blau.
El làser vermell s'utilitza en aplicacions informàtiques i electròniques des de fa temps, sent una tecnologia suficientment provada i implementada. En canvi, no passa el mateix en el cas dels làsers blau i verd. Aquests tenen una longitud d'ona menor, i se segueix treballant en la seva implementació per aconseguir uns resultats òptims en el camp de la imatge, ja que és important que la potència del raig emès sigui la correcta. Amb el desenvolupament d'altres noves tecnologies com el Blu-Ray o l'HD-DVD, s'ha avançat molt en la investigació del làser blau, si bé les aplicacions en aquest camp (lectura/escriptura de dades en suport magnètic) són sensiblement diferents.
Amb aquests raigs es poden construir televisors més lleugers i de menor consum. La profunditat de la pantalla també és menor, ja que tot el sistema de projecció està "condensat" a la base de la pantalla, i això li dona un punt a favor important respecte als seus competidors.

## GLV
El component en el qual es basa tot el funcionament d'aquest sistema de televisió rep el nom de Grating Light Valve. Es tracta d'una vàlvula composta de sis reixetes recubertes amb un material reflector, tres de les quals són fixes i les restants són mòbils. Les tres reixetes mòbils es mouen segons el voltatge d'entrada; si els apliquem el màxim voltatge, s'alinearan perfectament amb les tres reixetes fixes, difractant la màxima quantitat de llum làser incident (el que correspondria al valor 255). En canvi si el voltatge d'entrada és el mínim, no difractarem (es reflectirà totalment) aquest color. Tenim una GLV per a cada component de color dels 1080 píxels que es dibuixen a la vegada en pantalla (3240 GLV en total).

## Filtre de Fourier i combinació de colors
La llum làser de cada component RGB difractada per la vàlvula GLV arriba fins a una lent encarregada de recollir-la i descartar la llum reflectida. Això s'aconsegueix mitjançant un filtre de Fourier.
Un cop la llum difractada ha estat recol·lectada per la lent, es realitza la combinació final dels colors primaris RGB per a formar el feix de llum definitiu que correspondrà al color del píxel. Abans d'arribar al mirall d'escanejat, la llum làser passa per una lent de projecció, per donar-li la potència suficient i evitar problemes de visualització en pantalla que podrien succeir si la intensitat del feix fos massa petita.

## Mirall d'escanejat
Cada un dels feixos de llum làser dels que hem parlat (1080 en total) incideixen sobre el mirall d'escanejat. Aquest mirall gira sobre el seu eix vertical de manera que pot recórrer tota la pantalla d'esquerra a dreta, per anar dibuixant les línies verticals en pantalla. Al primer pas d'escombrat, el mirall pintarà en pantalla una línia vertical formada pels 1080 píxels, per continuar amb la següent línia fins a completar la imatge en pantalla.

## Pantalla
La principal diferència del sistema respecte als ja implementats, és la forma en què realitza l'escombrat: en lloc de línies horitzontals dibuixa tota una línia vertical a la vegada.
Pel que respecta a la freqüència d'actualització de la pantalla, aquesta és de 60 Hz (imatges per segon) i cada píxel canvia a una freqüència de 115 Hz (freqüència a la qual commuta cada vàlvula GLV).
Com a resultat obtenim una imatge final amb més brillantor y més claredat; a més, per la mateixa electrònica utilitzada en el sistema, les pantalles són lleugeres i molt primes (molt més que les pantalles LCD o Plasma).

## Implantació del sistema
L'aparició de les noves televisions basades en la llum làser està prevista per a l'últim trimestre del 2007, i s'espera que pugui competir en preu amb els sistemes establerts.
Com a clar avantatge, té la lleugeresa i primor de la seva pantalla, i segons els seus creadors també una major qualitat d'imatge. En contra, les pantalles LCD i les de Plasma porten ja un temps en el mercat i a ulls del gran públic es veuen com a sistemes més "madurs".

## Conclusió
En definitiva, el sistema de televisió làser basat en GLV sembla un avanç important, ja que està implementat en un espai menor del necessari en sistemes anteriors, i sembla amb una qualitat com a mínim igual, sinó superior.
L'únic que falta per veure és l'acceptació que el mercat ofereix a aquesta nova tecnologia, i en aquesta fase juguen molts més factors que els purament tecnològics.
La proliferació dels home cinema i d'una major demanda de qualitat dels usuaris a l'hora de veure la televisió a casa, així com la progressiva implantació del sistema HDTV (amb el qual la televisió làser és compatible), juguen al seu favor.